# أولاد سلامة الغربية (عين عتيق)
أولاد سلامة الغربية هي إحدى مشيخات المملكة المغربية، تتبع جغرافيا لعمالة الصخيرات تمارة وإداريًا لعين عتيق. يقدر عدد سكانها بـ 3801 نسمة حسب الإحصاء الرسمي للسكان والسكنى لسنة 2004.